# Прирітник камерунський
Прирітник камерунський (Platysteira laticincta) — вид горобцеподібних птахів прирітникових (Platysteiridae).

## Поширення
Ендемік Камеруну. Поширений лише в Камерунському нагір'ї на заході країни. Природним середовищем існування є субтропічні або тропічні вологі гірські ліси. Чисельність виду оцінюється у 3000 птахів.